# Мерфи, Джон Алозиус
Джон Алозиус Мёрфи (англ. John Aloysius Murphy; 21 декабря 1905, Беркенхед, Великобритания — 18 ноября 1995, Кардифф, Великобритания) — католический прелат, епископ Шрусбери с 3 июня 1949 по 25 марта 1961, архиепископ Кардиффа с 22 августа 1961 по 25 марта 1983.

## Биография
Джон Алозиус Мёрфи родился 21 декабря 1905 года во городе Беркенхед, Великобритания. 21 марта 1931 года был рукоположён в священника.
7 февраля 1948 года Римский папа Павел VI назначил Джона Алозиуса Мёрфи титулярным епископом Аппии и вспомогательным епископом Шрусбери. 25 февраля 1948 года Джон Алозиус Мёрфи был рукоположён в епископа.
3 июня 1949 года Джон Алозиус Мёрфи был назначен ординарием епархии Шрусбери. 22 августа 1961 года был назначен ординарием архиепархии Кардиффа.
В 1964 году Джон Алозиус Мёрфи участвовал в I, II, III и IV сессиях Второго Ватиканского собора.
25 марта 1983 года Джон Алозиус Мёрфи ушёл в отставку.
Умер 18 ноября 1995 года.